# Majid Majidi
Majid Majidi (persa: مجید مجیدی, romanitzat: Majīd Majīdī) és un cineasta i productor iranià. En les seves pel·lícules, Majidi ha tocat molts temes i gèneres i ha guanyat nombrosos premis internacionals.

## Biografia
Nascut en una família de classe mitjana persa, va créixer a Teheran i als 14 anys va començar a actuar en grups de teatre amateur. Després va estudiar a l'Institut d'Art Dramàtic de Teheran.
Després de la revolució iraniana de 1979, el seu interès pel cinema el va portar a actuar en diverses pel·lícules, destacant a Boycott (Baykot) de Mohsen Makhmalbaf el 1985.
El 1997, Majidi va dirigir Children of Heaven (Bacheha-ye aseman) que va ser nominada per a l'Oscar a la millor pel·lícula en llengua estrangera. Tot i perdre contra la pel·lícula italiana La vida és bella de Roberto Benigni, Children of Heaven té el mèrit de ser la primera pel·lícula iraniana que ha estat nominada per l'acadèmia.
Des de l'exitosa Children of Heaven Majidi ha continuat dirigint diversos llargmetratges: The Color of Paradise (persa: رنگ خدا, Rang-e Khodā, lit. ‘El color de déu’) el 2000, Baran el 2001 i The Willow Tree (Bid-e majnun)  el 2005. També ha dirigit el documental Barefoot to Herat (persa: پابرهنه تا هرات, Pa Berahneh ta Herat) que narra la vida als camps de refugiats i la ciutat d'Herat durant i després de l'ofensiva antitaliban de 2001.
El 2008, l'aclamada pel·lícula de Majidi The Song of Sparrows (persa: آواز گنجشک‌ها, Âvâz-e gonjeshk-hâ) va ser la pel·lícula d'obertura del Festival Internacional de Cinema de Visakhapatnam a l'Índia.
Majidi va ser un dels cinc directors de cinema internacionals convidats pel govern de Pequín per crear un curtmetratge documental per presentar la ciutat de Pequín, en preparació per als Jocs Olímpics d'estiu de 2008 que es van celebrar a la capital xinesa; el projecte es va titular «Vision Beijing».
Majidi es va retirar d'un festival de cinema danès en protesta contra la publicació a Dinamarca de dibuixos animats satiritzant el profeta islàmic Mahoma. Va afirmar que es retirava «per protestar contra l'insult a qualsevol creença o icona religiosa».

## Filmografia
Director

### Pel·lícula
| Any  | Títol                                     | Notes                           |
| ---- | ----------------------------------------- | ------------------------------- |
| 1992 | Baduk                                     | funció de debut                 |
| 1996 | The father (Pedar)                        |                                 |
| 1997 | Children of Heaven ( Bacheha-ye Aseman )  |                                 |
| 1999 | The colof of Paradise ( Rang-e Khoda )    |                                 |
| 2001 | Baran                                     | Director i productor            |
| 2005 | The Willow Tree (Bid-e majnun)            | Director, escriptor i productor |
| 2008 | The Song of Sparrows (Avaz-e gonjeshk-ha) | Director, escriptor i productor |
| 2015 | Muhammad: The Messenger of God            | Director i escriptor            |
| 2017 | Beyond the Clouds                         | Director i escriptor            |
| 2020 | Fills del sol (Khoršid)                   | Director, escriptor i productor |

### Curtmetratges/documentals
1. Explosion (Enfejar) (1981) - curtmetratge documental
2. Hoodaj (1984) - curt
3. Examination Day (Rooz-e Emtehan) (1988) - curt
4. A Day with POWs (Yek Rooz Ba Asiran) (1989) - curtmetratge documental
5. The Last Village (Akhareen Abadi) (1993) - curt
6. God Will Come (Khoda Miayad) (1996) - curt
7. Barefoot to Herat (Pa berahneh ta Herat) (2002) - documental
8. Olympics in the Camp (Olympik Tu Urdugah) (2003) - curtmetratge documental
9. Peace, Love, and Friendship (2007) - curtmetratge documental
10. Vision of Beijing (2008) - curt
11. Rezae Rezvan (2007) - documental
12. Najva ashorai (2008) - documental

## Premis
- Grand Prix Des Amériques, 21è Festival de Cinema de Montreal, 1997
- Premi del Jurat Ecumènic, 21è Festival de Cinema de Montreal, 1997
- Nominat als premis de l'Acadèmia a la millor pel·lícula estrangera, 1998
- Grand Prix Des Amériques, 23è Festival de Cinema de Montreal, 1999
- Grand Prix Des Amériques, 25è Festival de Cinema de Montreal, 2001